# Großsteingräber bei Diesdorf
Die Großsteingräber bei Diesdorf sind eine Gruppe von ursprünglich zehn megalithischen Grabanlagen der jungsteinzeitlichen Tiefstichkeramikkultur bei  Diesdorf im Altmarkkreis Salzwedel, Sachsen-Anhalt. Von diesen existieren heute nur noch drei. Die restlichen Gräber wurden im 19. Jahrhundert zerstört.

## Lage
Grab 1 befindet sich 900 m südwestlich der Ortsmitte von Diesdorf, südlich der Straße nach Waddekath. Grab 2 befindet sich 1,3 km südsüdwestlich von Diesdorf und 900 m südsüdöstlich von Grab 1 auf einem Feld. Grab 3 befindet sich 1,6 km südsüdwestlich von Diesdorf und 280 m südlich von Grab 2 in einem kleinen Waldstück.
Das zerstörte Grab KS 62 befand sich in der Nähe der Grenze zu Schadewohl, etwa 400 Schritt (ca. 300 m) vom zerstörten Großsteingrab Schadewohl 5 entfernt. Grab KS 63 lag 100 Schritt (ca. 75 m) östlich hiervon. Grab KS 64 befand sich südsüdwestlich von Diesdorf am Fuß des Molmker Berges. Grab KS 65 lag 100 Schritt (ca. 75 m) südöstlich davon. Beide Gräber lagen somit ganz in der Nähe des erhaltenen Grabes 2. Grab KS 68 lag 600 Schritt (ca. 450 m) südlich von Grab 3 und Grab KS 69 weitere 500 Schritt (ca. 375 m) südlich sowie etwa 1500 Schritt (ca. 1,1 km) nördlich von Lindhof. Das Grab KS 71 lag unmittelbar bei Grab 1.
In der näheren Umgebung gibt es mehrere weitere Großsteingräber. 1,1 km nordwestlich von Grab 1 liegen die Großsteingräber bei Schadewohl (drei erhaltene und zwei zerstörte Anlagen), 530 m südöstlich von Grab 2 befindet sich das Großsteingrab Molmke (eine erhaltene von ursprünglich mindestens zehn Anlagen).

## Forschungsgeschichte

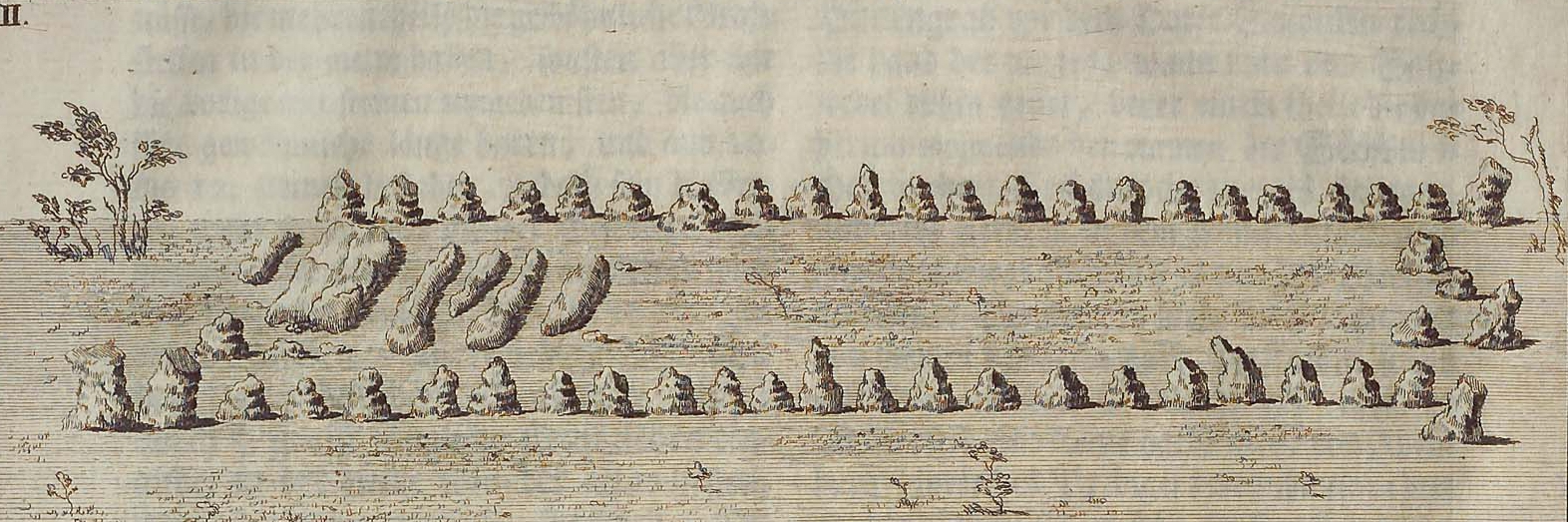
Darstellung von Grab 3 nach Bekmann (1751)

Die Gräber wurden erstmals von Johann Christoph Bekmann in seiner 1751 erschienenen Historischen Beschreibung der Chur und Mark Brandenburg erwähnt und teilweise abgebildet. 1843 erfolgte eine erste systematische Aufnahme aller Großsteingräber der Altmark durch Johann Friedrich Danneil. Dieser konnte in Diesdorf acht Gräber feststellen. Eduard Krause und Otto Schoetensack führten Anfang der 1890er Jahre eine erneute Aufnahme durch. Sie stellten dabei fest, dass sechs der von Danneil beschriebenen Anlagen in der Zwischenzeit zerstört worden waren. Krause und Schoetensack konnten dafür aber ein weiteres erhaltenes und ein weiteres zerstörtes Grab identifizieren. 2003–04 erfolgte eine weitere Aufnahme und Vermessung aller noch existierenden Großsteingräber der Altmark als Gemeinschaftsprojekt des Landesamts für Denkmalpflege und Archäologie Sachsen-Anhalt, des Johann-Friedrich-Danneil-Museums Salzwedel und des Vereins „Junge Archäologen der Altmark“.
Für die Gräber existieren unterschiedliche Nummerierungen. Für die erhaltenen Gräber werden im Folgenden die Fundplatznummern verwendet, für die zerstörten die Nummer, mit der Krause und Schoetensack sie versahen.
| offizielle Nr. | Danneil (1843) | Krause/ Schoetensack (1893) | Beier (1991) | Anmerkungen |
| -------------- | -------------- | --------------------------- | ------------ | ----------- |
| Fpl. 1         | –              | KS 70                       | 9            | erhalten    |
| Fpl. 2         | D 37           | KS 66                       | 5            | erhalten    |
| Fpl. 3         | D 38           | KS 67                       | 6            | erhalten    |
| –              | D 33           | KS 62                       | 1            | zerstört    |
| –              | D 34           | KS 63                       | 2            | zerstört    |
| –              | D 35           | KS 64                       | 3            | zerstört    |
| –              | D 36           | KS 65                       | 4            | zerstört    |
| –              | D 39           | KS 68                       | 7            | zerstört    |
| –              | D 40           | KS 69                       | 8            | zerstört    |
| –              | –              | KS 71                       | 10           | zerstört    |

## Beschreibung

### Die erhaltenen Gräber

#### Grab 1

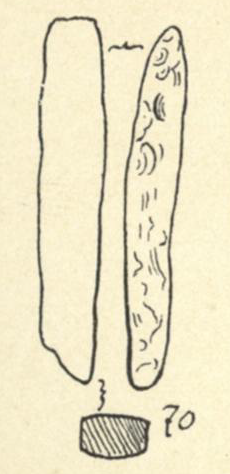
Schmalmeißel aus Grab 1

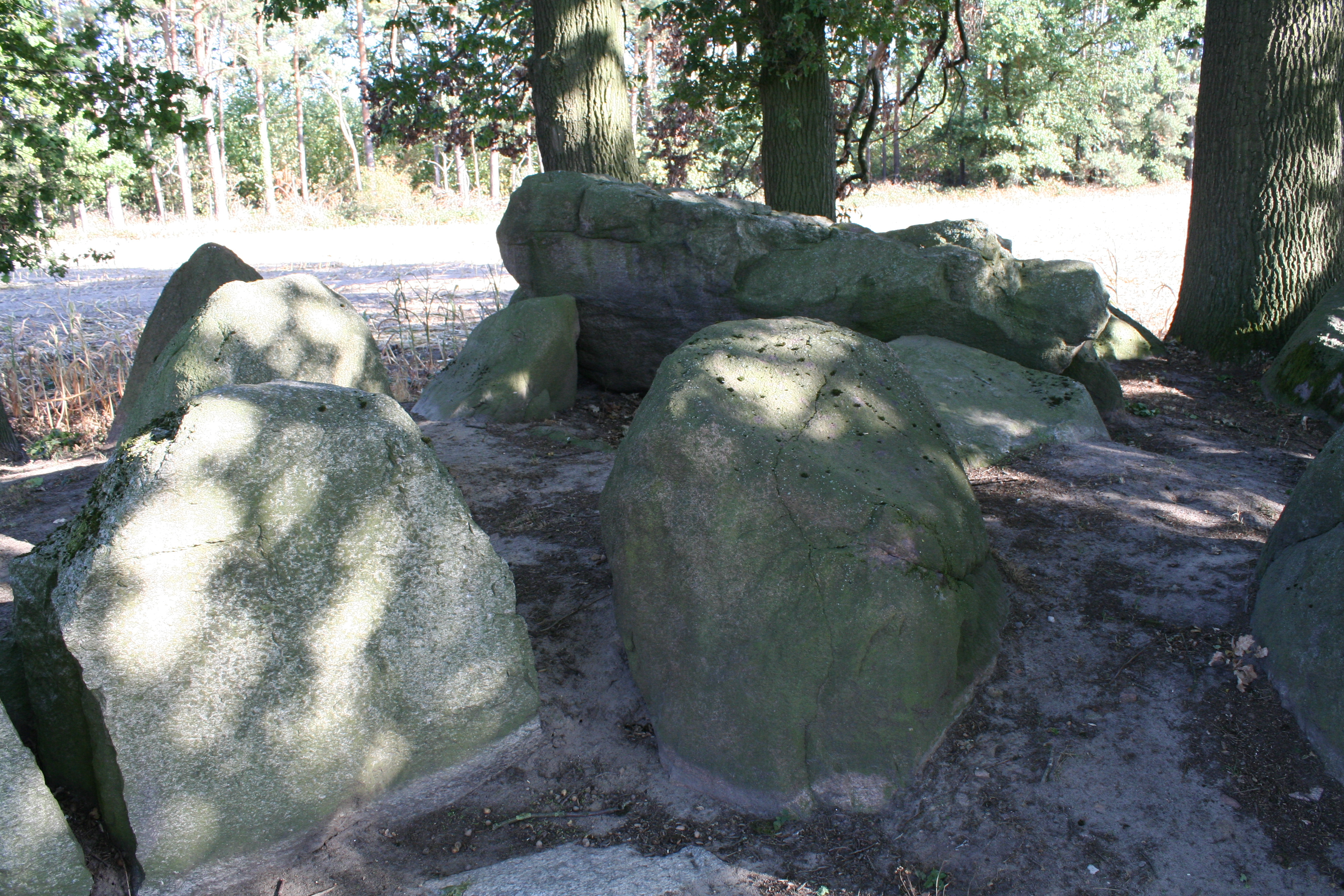
Großsteingrab Diesdorf 1

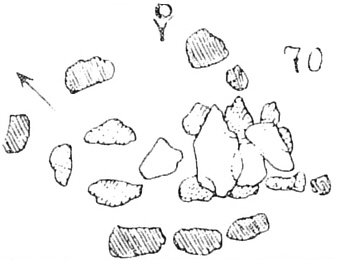
Grundriss des Grabes Diesdorf 1 nach Krause/Schoetensack

Grab 1 gehört nach Hartmut Bock, Barbara Fritsch und Lothar Mittag zum Typ der Großdolmen, Hans-Jürgen Beier ordnet es hingegen als vermutliches Ganggrab ein. Der Grabhügel ist oval und erreicht eine Höhe von 1,5 m. Die Grabeinfassung ist nordwest-südöstlich orientiert und besteht heute nur noch aus sieben Steinen. Sie misst 7,8 m und war wohl ursprünglich oval. Die Grabkammer ist nordwest-südöstlich orientiert. Sie besteht heute noch aus neun Wandsteinen und vier Decksteinen. Möglicherweise gab es ursprünglich einen weiteren Deckstein, der mittlerweile fehlt. Der größte Deckstein misst 3,1 m × 1,4 m und weist eine Reihe von drei Schälchen auf. Die Wandsteine sind größtenteils umgefallen, einer ist zerbrochen. Die Decksteine sind eingesunken. Die Kammer ist rechteckig und besitzt die Innenmaße 6,4 m × 1,4 m.
Eduard Krause und Otto Schoetensack fanden bei Untersuchungen um 1890 in der Nähe des Grabes einen Feuersteinmeißel. In späterer Zeit wurden noch zwei Äxte, eine steinerne Hacke und zwei Feuersteinbeile entdeckt.

#### Grab 2

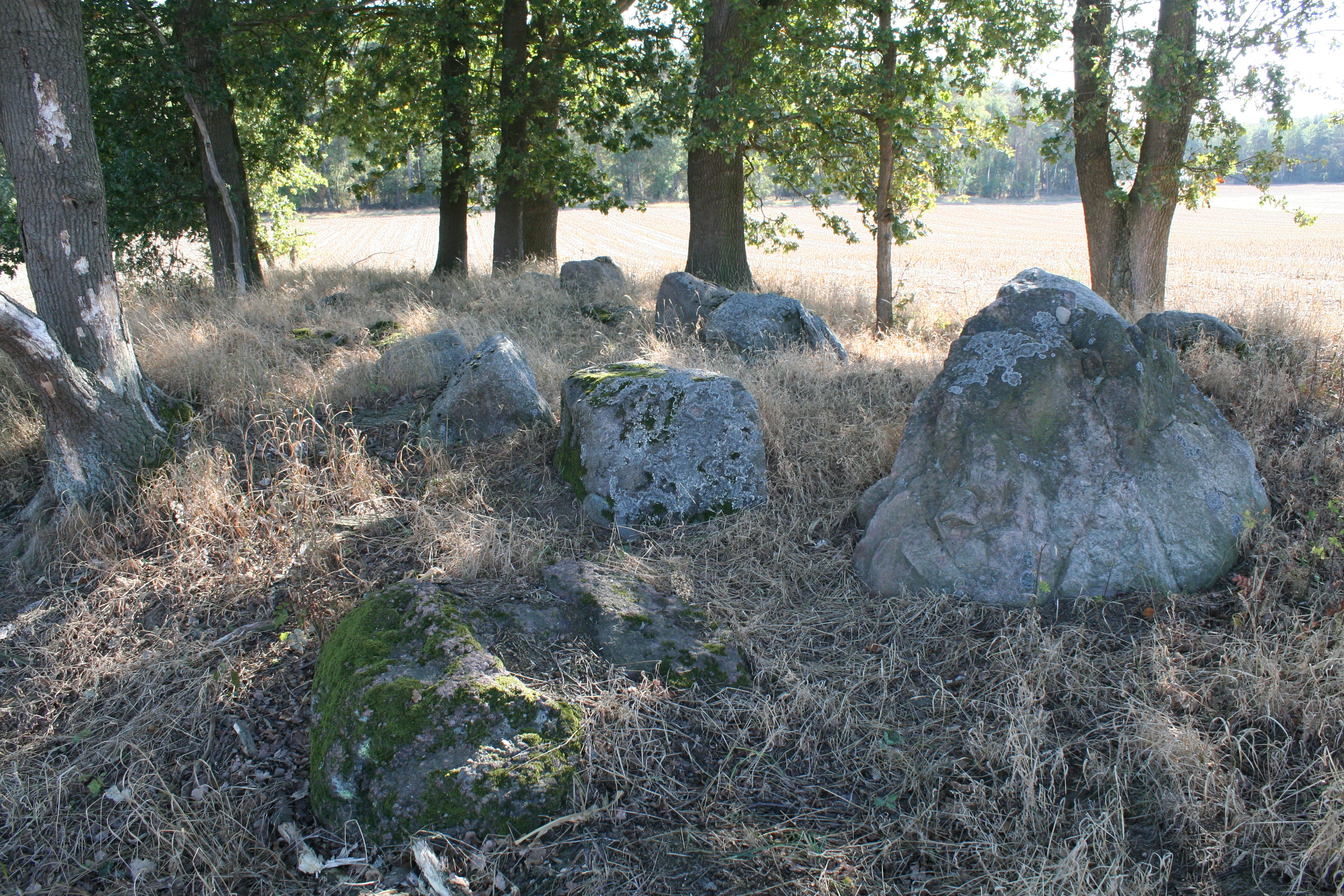
Großsteingrab Diesdorf 2

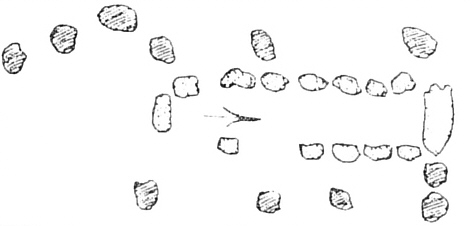
Grundriss des Grabes Diesdorf 2 nach Krause/Schoetensack

Grab 2 gehört vermutlich zum Typ der Ganggräber. Der Grabhügel ist länglich. Die Grabeinfassung ist nord-südlich orientiert und besteht heute noch aus acht Steinen. Sie war ursprünglich vermutlich rechteckig oder trapezförmig. Zur Zeit der Untersuchungen von Johann Friedrich Danneil im Jahr 1843 war sie noch wesentlich besser erhalten. Dieser konnte ihre Ausmaße auf 24,5 m × 10,0 m bestimmen. Der mittlere Stein auf der Ostseite der Umfassung wurde mittels Holzkeilen in acht Teile gesprengt. Ein weiterer Stein weist mehrere Keillöcher auf. Ein weiterer gesprengter Stein liegt nordöstlich der Grabkammer. Er besteht aus mindestens 15 Fragmenten und bildete ursprünglich vielleicht einen Wächterstein.
Die Grabkammer ist nord-südlich orientiert. Sie besteht heute noch aus 13 von ehemals 16 Wandsteinen. Danneil zählte noch vier Decksteine, mittlerweile ist keiner mehr vorhanden. Die Kammer ist rechteckig, sie hat eine Länge von 9,3 m und eine Breite von 1,8 bis 2,0 m. Auf der Westseite markieren zwei parallel stehende Wandsteine möglicherweise den einstigen Zugang zur Grabkammer.

#### Grab 3

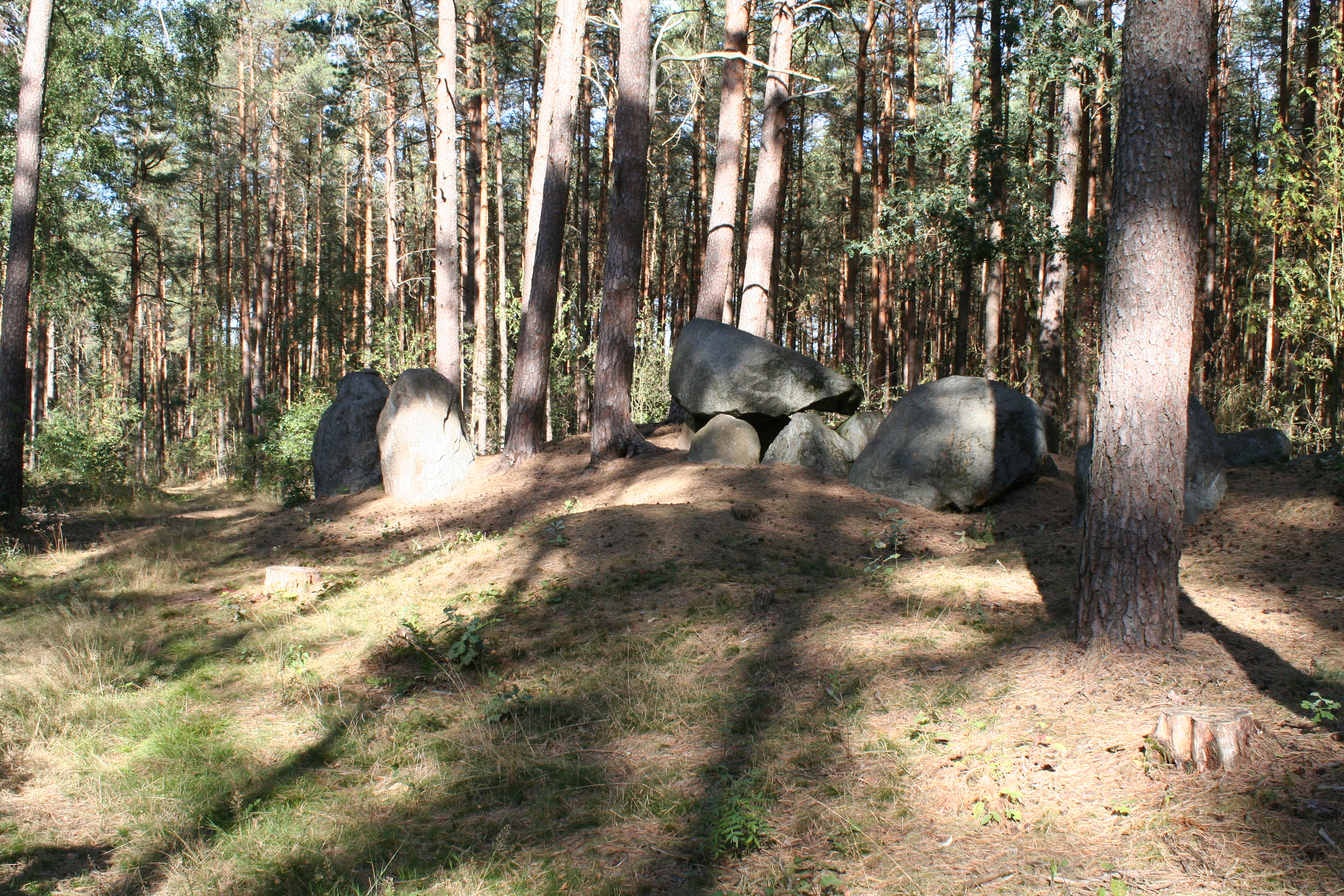
Großsteingrab Diesdorf 3

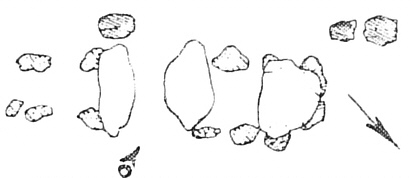
Grundriss des Grabes Diesdorf 3 nach Krause/Schoetensack

Grab 3 gehört nach Hartmut Bock, Barbara Fritsch, Lothar Mittag zum Typ der Großdolmen, Hans-Jürgen Beier ordnet es hingegen als Ganggrab ein. Der Grabhügel ist länglich und mittlerweile deutlich über die Umfassung hinausgeflossen. Er erreicht noch eine Höhe von 1,5 m. Die Grabeinfassung ist nordnordwest-südsüdöstlich orientiert und besteht nur noch aus drei Steinen. Sie war wohl ursprünglich rechteckig oder trapezförmig.
Die Grabkammer ist nordnordwest-südsüdöstlich orientiert. Sie besteht noch aus zehn Wandsteinen und drei von vermutlich einst sechs Decksteinen. Die Wandsteine haben eine sehr flache Innenseite. Der größte Deckstein misst 2,6 m × 1,8 m × 1,2 m. Zwei Decksteine weisen Schälchen auf, der nordwestliche Giebelwandstein besitzt auf der Innenseite eine Rinne von 60 cm Länge, 2 cm Breite und 2 cm Tiefe. Die Kammer ist trapezförmig, sie hat eine Länge von mindestens 8,7 m und eine Breite von 1,5 bis 1,7 m. Ihre Höhe beträgt 1,0 m. Eine Lücke zwischen zwei Wandsteinen in der Nordwestecke markiert möglicherweise den Zugang zur Grabkammer.
Bei Säuberungsarbeiten wurde in den 1980er Jahren im Grab ein Feuersteinbeil gefunden, das aber gegenwärtig nicht mehr auffindbar ist.

### Die zerstörten Gräber

#### Grab KS 62
Grab KS 62 besaß eine Kammer mit einer Länge von 7,5 m und einer Breite von 3,5 m. Bei Danneils Untersuchung waren noch zwei Decksteine mit einer Länge von jeweils 2,5 m vorhanden. Angaben zur Ausrichtung der Kammer liegen nicht vor. Der genaue Grabtyp lässt sich nicht mehr bestimmen.

#### Grab KS 63
Die Anlage besaß ein Hünenbett mit einer Länge von 12 m und einer Breite von 8,2 m. Die steinerne Umfassung war bei Danneils Untersuchung auf einer Langseite noch erhalten, auf der anderen hingegen bis auf einen Stein bereits entfernt. Zur Kammer machte Danneil keine genaueren Angaben, nur dass sie von zwei Decksteinen fast ganz bedeckt wurde, von denen einer 2,8 m und der andere 2 m lang war.

#### Grab KS 64
Grab KS 64 besaß ein Hünenbett mit einer Länge von 11,3 m und einer Breite von 7,8 m. Die Umfassung war bei Danneils Untersuchung noch teilweise erhalten. Zur Grabkammer fehlen genauere Angaben, Danneil erwähnt nur einen Deckstein mit einer Länge von 2,8 m und einer Breite von 1,25 m.

#### Grab KS 65
Grab KS 65 besaß ein wahrscheinlich ost-westlich orientiertes Hünenbett mit einer Länge von 8,2 m und einer Breite von 5,3 m. Die Grabkammer besaß drei Decksteine mit einer Länge von jeweils 2,2 m. Es dürfte sich um einen Großdolmen oder ein Ganggrab gehandelt haben.

#### Grab KS 68
Grab KS 68 besaß ein großes, nord-südlich orientiertes Hünenbett mit einer Länge von 42 m und einer Breite von 7 m. Die Umfassung war bei Danneils Untersuchung noch gut erhalten, lediglich an der östlichen Langseite fehlten bereits einige Steine. Die Umfassungssteine ragten bis zu 2,2 m aus der Erde, zudem befanden sich an den Ecken der nördlichen Schmalseite zwei Wächtersteine mit einer Höhe von 3,8 m bzw. 3,1 m. Die Kammer besaß sechs Decksteine. Die drei größten maßen 2,7 m × 1,7 m × 1,25 m, 2,7 m × 1 m × 0,5 m und 2,8 m × 1,7 m × 0,9 m. Nach Beier handelte es sich vermutlich um ein Ganggrab.

#### Grab KS 69
Die Anlage besaß eine wahrscheinlich nord-südlich orientierte Grabkammer mit einer Länge von 5,4 m und einer Breite von 2,2 m. Danneil konnte im Süden noch einen Deckstein ausmachen. Der genaue Grabtyp ist nicht mehr bestimmbar.

#### Grab KS 71
Grab KS 71 wurde 1867 zerstört. Zu den Maßen und zum Aussehen der Anlage liegen keine näheren Angaben vor. Nach der Zerstörung wurden an seinem Standort beim Pflügen mehrere Feuerstein-Beile entdeckt, die aber nicht aufbewahrt wurden.

## Die Großsteingräber bei Diesdorf in regionalen Sagen
Eine regionale Sage berichtet davon, dass in einem der Großsteingräber bei Diesdorf ein Riesenkönig bestattet sei. Diesem seien unermessliche Schätze ins Grab gelegt worden. Häufig soll danach gegraben worden sein, aber stets ohne Erfolg. Eine andere Sage behandelt eine umwallte Grube, die „Rüverkule“ (Räuberkuhle), in der sich Räuber versteckten und vorbeikommende Reisende überfielen. Möglicherweise ist mit der Räuberkuhle ein Großsteingrab gemeint und die Sage stammt aus einer Zeit, als dieses noch mit Erde bedeckt war.